# 突泉 (济南)
突泉位于济南是历城区柳埠镇的突泉村，是天然形成的自流井。
突泉原不属于泉城“七十二名泉”，2005年的修订才把它加入到新七十二名泉当中。

## 地理
突泉位于突泉村中心，原合作社时期村公共广场旁边。泉眼是一口直径约2.5 米的水井。泉水喷涌而出后流入人工开凿的小河，穿过整个村子和西部的部分耕地，最后注入济南南部两大河之一的锦阳川，最后注入南部城区主要饮用水源卧虎山水库。
由于泉水来自地下深层，因此受地表径流影响较小，泉水温度大约17℃左右，因经过地下岩层，硬度比地表水略大，富含矿物质，经过实验室测定卫生标准优于国家饮用水标准，可直接引用。

## 流量
90年代以前，泉水流量稳定大约0.4-0.7立方米/秒。随着济南城市建设步伐的加快，大量开采地下水，使得地下水位从1998年开始迅速下降，突泉也跟市区内各大泉群一样出现断流。只有在雨季到来时才会有不大的流量。
2003年后，随着保泉计划的展开，地下水得到有力的补充，突泉基本上已经不在断流，流量基本上也趋于稳定。